# Photis longicaudata
Photis longicaudata is een vlokreeftensoort uit de familie van de Photidae. De wetenschappelijke naam van de soort is voor het eerst geldig gepubliceerd in 1862 door Bate & Westwood.